# Tim Heckman
Timothy Martin Heckman (Toledo, Ohio, 11 de outubro de 1951) é um astrônomo estadunidense. Recebeu a Medalha Bruce de 2018.

## Biografia
Tim Heckman obteve um Ph.D. em 1978 na Universidade de Washington, orientado por Bruce Balick, com a tese An Optical and Radio Survey of the Nuclei of Bright Galaxies. Foi professor da Universidade de Maryland de 1982 a 1988. Em 1989 foi professor da Universidade Johns Hopkins, onde é atualmente A. Hermann Pfund Professor and Chair do Departamento de Física e Astronomia.